# Shchorsove
Schorsove  (ucraniano: Щорсове) es una localidad del Raión de Ivanivka en el Óblast de Odesa de Ucrania. Según el censo de 2001, tiene una población de 146 habitantes.